# Чалфант (Пенсільванія)
Чалфант (англ. Chalfant) — місто (англ. borough) в США, в окрузі Аллегені штату Пенсільванія. Населення — 748 осіб (2020).

## Географія
Чалфант розташований за координатами 40°24′36″ пн. ш. 79°50′19″ зх. д. / 40.41000° пн. ш. 79.83861° зх. д. (40.410123, -79.838607).  За даними Бюро перепису населення США в 2010 році місто мало площу 0,41 км², уся площа — суходіл.

## Демографія
Згідно з переписом 2010 року, у селищі мешкало 800 осіб у 404 домогосподарствах у складі 208 родин. Густота населення становила 1946 осіб/км².  Було 450 помешкань (1095/км²).
Расовий склад населення:
| - 85,9 % — білих - 8,1 % — чорних або афроамериканців - 0,8 % — корінних американців - 0,5 % — азіатів |

До двох чи більше рас належало 3,9 %. Частка іспаномовних становила 0,4 % від усіх жителів.
За віковим діапазоном населення розподілялося таким чином: 15,0 % — особи молодші 18 років, 68,5 % — особи у віці 18—64 років, 16,5 % — особи у віці 65 років та старші. Медіана віку мешканця становила 43,9 року. На 100 осіб жіночої статі у селищі припадало 101,0 чоловіків;  на 100 жінок у віці від 18 років та старших — 101,2 чоловіків також старших 18 років.
Середній дохід на одне домашнє господарство  становив 56 102 долари США (медіана — 49 922), а середній дохід на одну сім'ю — 71 183 долари (медіана — 64 643). Медіана доходів становила 52 500 доларів для чоловіків та 38 929 доларів для жінок. За межею бідності перебувало 8,9 % осіб, у тому числі 6,9 % дітей у віці до 18 років та 11,8 % осіб у віці 65 років та старших.
Цивільне працевлаштоване населення становило 560 осіб. Основні галузі зайнятості: освіта, охорона здоров'я та соціальна допомога — 25,4 %, будівництво — 13,0 %, мистецтво, розваги та відпочинок — 10,5 %, роздрібна торгівля — 8,8 %.